# 佳宝食品超級市場

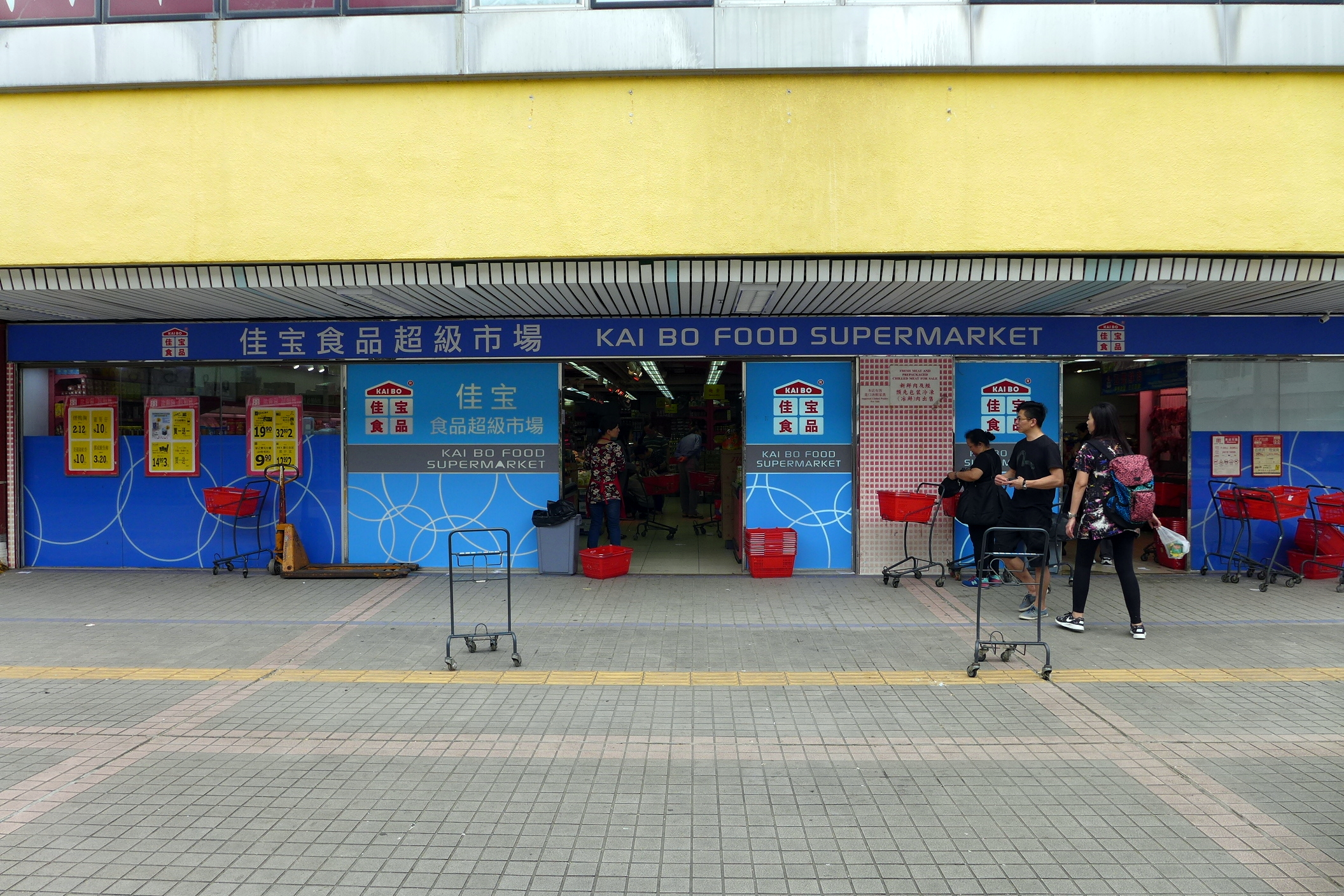
沙田瀝源邨佳宝食品超市

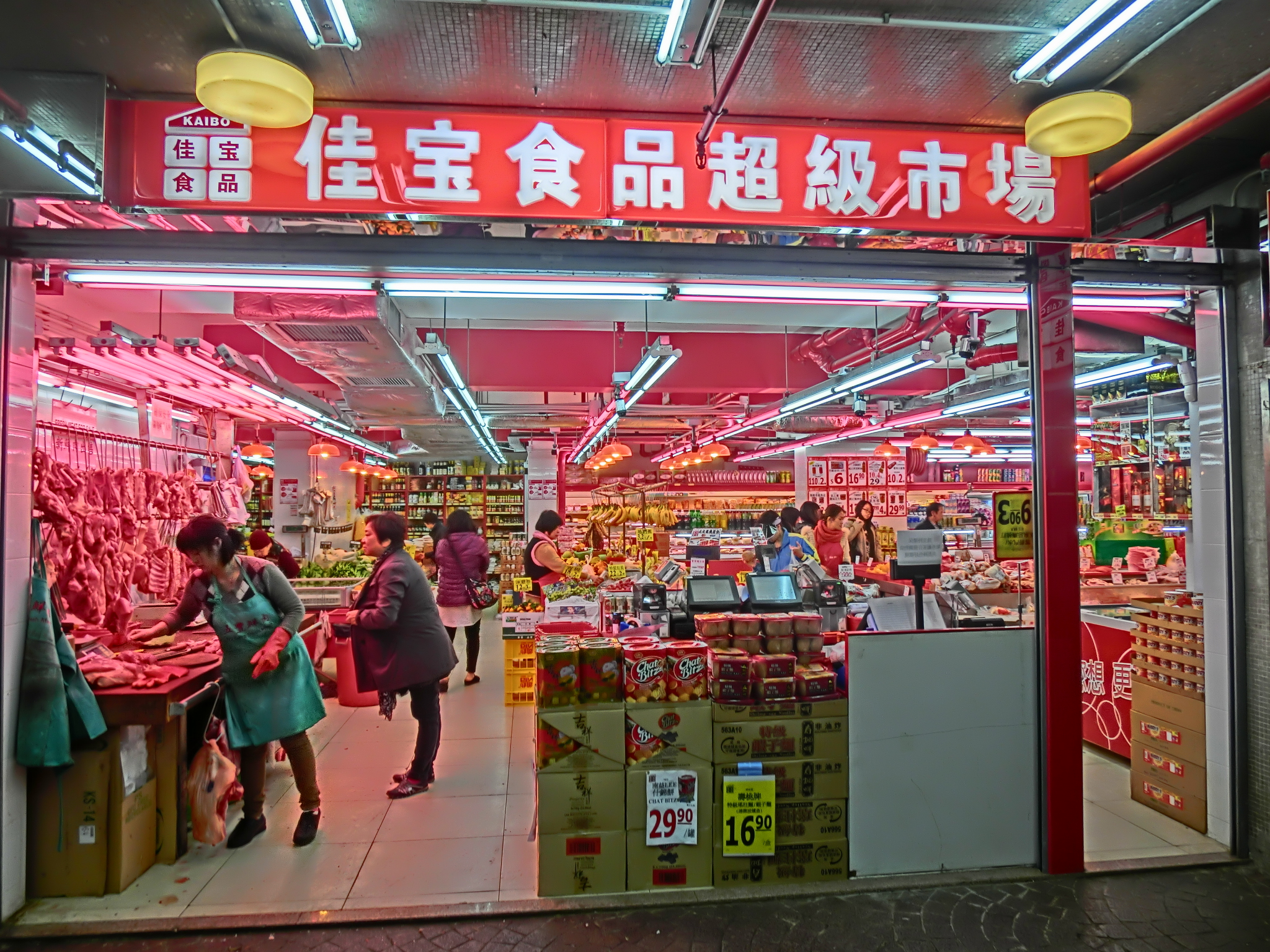
荃灣海濱花園佳宝食品超級市場

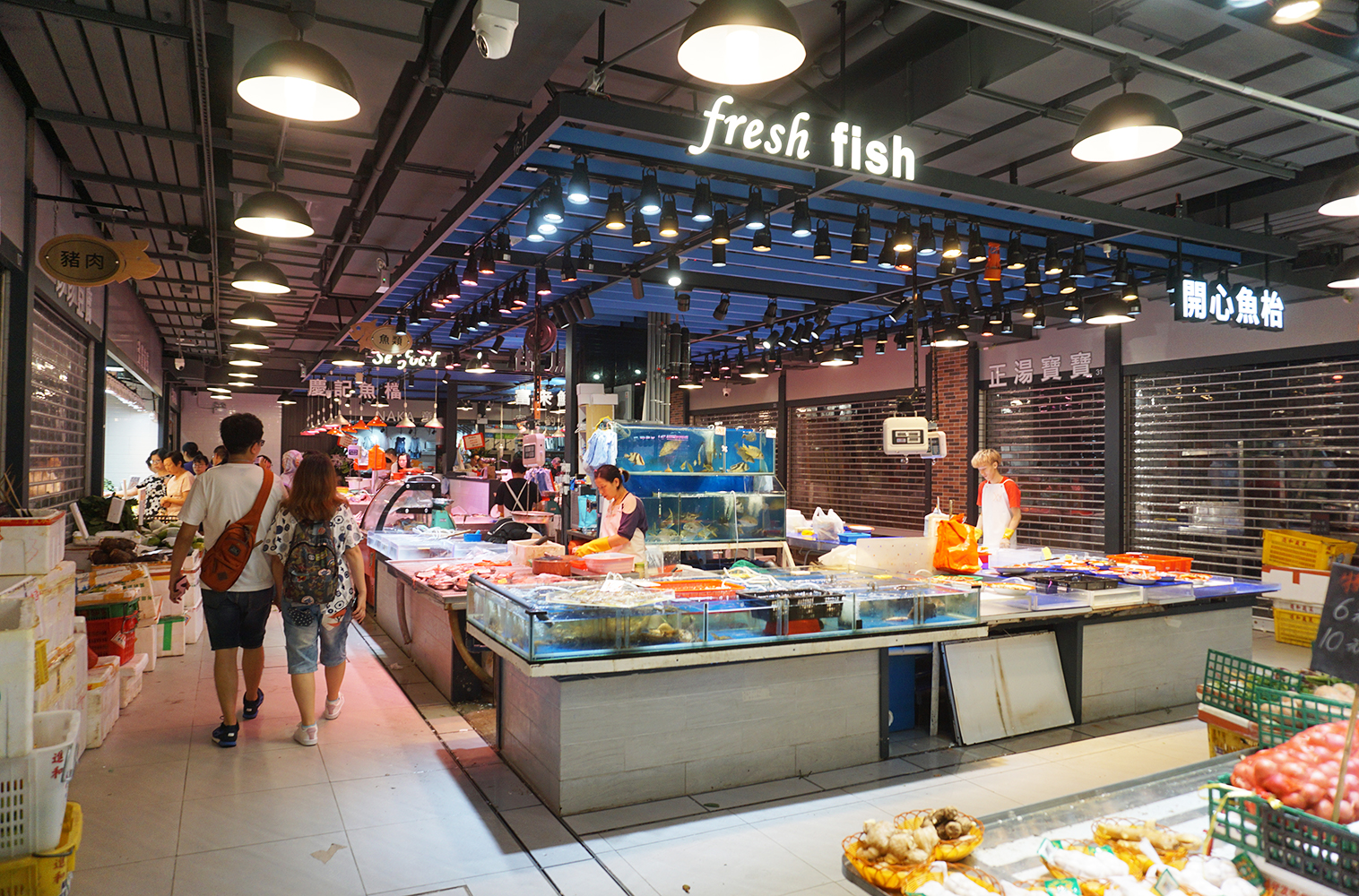
將軍澳廣場K-mart街市

佳宝食品超級市場（英語：Kai Bo Food Supermarket），又名佳寶食品超級市場，是香港一家連鎖式經營食品零售及批發的超級市場。佳宝於1997年成立，現時在香港各區共有超過90間分店，職員總數逾1,000人。2025年8月被京東集團收購，成為其旗下「創新零售-佳宝業務部」。
佳宝食品主力經營急凍家禽、凍肉、海產、糧油、雜貨、新鮮蔬菜、水果、飲品等，以「價廉物美」抗衡香港兩大超市惠康及百佳的壟斷局面。佳宝的顧客多數是街坊。
佳宝亦有經營街市，目前在粉嶺嘉福商場和油塘嘉華商場以佳宝市集名義營運街市，及將軍澳廣場以K-mart名義營運街市。

## 歷史
佳宝食品超級市場由林曉毅創辦，他曾在柴灣擺街邊做無牌小販。於1991年與一名同在凍肉店打工的朋友在筲箕灣的街市合資開設澤興肉食店。累積了經營肉食店的經驗後，於1997年獨資創辦佳宝食品超級市場，首間分店面積大約500平方呎。截至2001年，佳宝在全香港已有約10間分店。
2010年6月佳宝以3.48億港元購入葵涌葵喜街18-24號樂基工業大廈。
2011年11月佳宝以約1.7億港元出售黃大仙龍翔道110號豪苑一樓8號及19至30號舖，合共涉及22個舖位，總樓面超過2萬方呎，呎價約8500港元。於2010年2月以1.28億港元向華懋一手購入，持貨不足兩年，帳面獲利約4200萬元，物業升值約三成。
2012年2月22日佳宝以約4.8億港元出售荃灣海壩街122至132號3層高物業，以可重建樓面5.94萬方呎計，每方呎樓面地價約8081港元，佳宝於2010年底以3.7億港元購入，現帳面獲利1.2億港元，較購入價高出32%。
2015年1月14日佳宝以7,400萬港元購入屯門鄉事會路112至140號雅都花園地下G8號舖，面積約3,435方呎，呎價2.15萬港元。
2016年6月3日佳宝以6,350萬港元購入粉嶺聯捷街2至10號榮輝中心地下1號舖，面積約4,521方呎，呎價1.4萬港元。
2016年9月7日佳宝以6.25億港元向長實地產購入世宙第3座地下20至30號共11間鋪位，該舖建築面積面積18,982方呎，呎價約33,189港元，實用面積則15,039平方呎，折合每平方呎約41,891港元。
2016年10月24日佳宝以4,680萬港元向東亞銀行購入慈雲山毓華里1至23號華基大樓地下A及B舖，該舖面積約1,525方呎，平均呎價30,689港元。
2016年12月22日佳宝以2.06億港元向長實地產購入世宙第3座地下31至33號鋪位共3間鋪位，該舖面積6922方呎，平均呎價29800港元。
2017年1月19日佳宝以1.12億港元向億京發展購入沙田石門安群街3號京瑞廣場1期地下15、16及17號地舖，面積共約3,943方呎，以約1.12億港元成交，呎價28,405元。
2017年2月3日佳宝以4,200萬港元向億京發展購入沙田石門安群街3號京瑞廣場1期地下2號舖，建築面積908方呎，呎價約4.6萬港元。
2017年5月13日佳宝以6,000萬港元購入柴灣道220號華泰大廈的一籃子地舖，建築約5,000方呎，呎價1.2萬港元。
2021年1月，佳宝先後以2.05億元港元出售大圍積存街60至68號全幢物業及以1.05億港元出售俊宏軒1樓101至102號舖。
2021年4月，佳宝以14.35億港元出售葵涌佳寶集團中心，較2010年6月3.48億港元的購入升值10.87億港元。
2025年8月，京東集團完成收購香港佳寶超市，進軍本港實體零售。京東並宣布成立創新零售-佳寶業務部，由佳寶創始人林曉毅出任負責人。

## 事件
- 2019年3月16日，偷竊慣匪李浩庭（54歲）在油麻地新填地街78號佳宝食品超級市場被劉姓經理（50歲）驅趕後，在附近一間燒臘店搶去一把刀，持刀衝入超級市場揮刀斬傷經理，兩名警員發現經理被斬傷，一名警員警告兩次無效後開槍轟斃李浩庭。
- 2019年3月，有街坊投訴藍田啟田道新開業的分店外有大批臭氣薰天的貨物堆滿行人路，阻礙行人出入。而且店員更在超市門外劏豬肉，認為環境惡劣，非常不衞生。食環署巡查後發現無牌經營，已對負責人提出檢控。[5]

## 外部連結
- 佳宝食品超級市場有限公司 （页面存档备份，存于）
- 明報: 曾特首巡視佳寶食品超級市場，問店主:「啲嘢點解可以咁平?」
- 文匯報: 佳分店年底增至68間
- 明報: 佳靠獨特定位殺出重圍
- Youtube: atv新聞830 ~ 佳寶售賣過期冷凍食品 （页面存档备份，存于）